# 加藤あゆ美
加藤 あゆ美（かとう あゆみ）は日本で活動するミュージカル俳優である。埼玉県さいたま市出身。劇団四季所属。

## 来歴
ライオンキングを観劇したことをきっかけに劇団四季を目指すようになり、クラシックバレエやジャズダンス等のレッスンを受けた。2008年に劇団四季研究所に47期生として入所し、同年ライオンキング東京公演のアンサンブル9枠役が初舞台出演となった。2015年には美しい日本語の話し方教室に参加している。

## 主な出演作品
- ライオンキング（2008年アンサンブル9枠）
- ドリーミング（2009年アンサンブル）
- エビータ（2010年アンサンブル6枠）
- 美女と野獣（2010年アンサンブル7枠）
- キャッツ（2013年ジェニエニドッツ）
- 劇団四季ソング&ダンス60 ようこそ劇場へ（2013年ダンサーパート）
- 劇団四季FESTIVAL！ 扉の向こうへ（2014年ダンスパート）
- ロボット・イン・ザ・ガーデン(2020年ブライオニー)

※括弧内の年は初出演年